# اوتادی
اوتادی نام خانوادگی افراد زیر است:
- لیلا اوتادی (زادهٔ ۱۳۶۲)، بازیگر اهل ایران
- رضا اوتادی، معترض ایرانی کشته‌شده در اعتراضات ۱۳۹۷